# Вашингтонский снайпер: 23 дня страха
«Вашингтонский снайпер: 23 дня страха» (англ. D.C. Sniper: 23 Days of Fear) — телефильм режиссёра Тома Маклафлина, основанный на реальных событиях.

## Сюжет
Фильм снят по мотивам событий октября 2002 года в Вашингтоне. В фильме описываются события, начиная со второго октября, когда Джон Мухаммад со своим напарником в течение 23-х дней расстреливали ни в чём неповинных людей из снайперской винтовки, держа в страхе всё население американской столицы.
Роковое утро второго октября положило начало 23-дневному кровавому марафону, который держал в оцепенении жителей Вашингтона осенью 2002 года. Снайпер-невидимка выбирает своих случайных жертв, вне зависимости от возраста, расы или пола.
Пятимиллионное население Вашингтона с тревогой ожидает нового дня — каждый может оказаться под прицелом в любом месте, в любое время…
После новостей о третьей жертве, убитой на автозаправке, самые страшные кошмары Чарльза Муса, шерифа округа Монтгомери, подтвердились: Америка имеет дело с серийным убийцей, и новая жертва — это только вопрос времени.
СМИ со всех сторон призывают горожан не впадать в панику, в то время как поход в супермаркет, в гараж или на детскую площадку может оказаться последними для каждого…
Теперь перед шерифом стоит задача не из легких — остановить «адскую рулетку», запущенную злодейской рукой таинственного маньяка.

## В ролях
- Чарльз С. Даттон — Шериф Чарли Мус
- Бобби Хоси — Джон Мухаммад
- Трент Камерон — Джон Ли Малво
- Хелен Шейвер — Сэнди Мус
- Том О’Брайен — лейтенант Джакобс
- Шарлин Вудард — Милдред Мухаммад

## Рецензии
- Fries, Laura. Review: ‘D.C. Sniper: 23 Days of Fear’ (англ.). Variety (15 октября 2003). Дата обращения: 7 ноября 2016.
- Hart, Hugh. Dutton pins on a badge / He plays police chief in TV film about snipers (англ.). San Francisco Chronicle (12 октября 2003). Дата обращения: 7 ноября 2016.
- Heffernan, Virginia[англ.]. TV Weekend; A Fictional Focus on a Notorious Crime (англ.). The New York Times (17 октября 2003). Дата обращения: 7 ноября 2016.
- Levine S., Mosk M. For the Most Part, TV's Sniper Movie Is No Reality Show (англ.). The Washington Post (23 октября 2003). Дата обращения: 7 ноября 2016.